# Morgantown (Kentucky)
Morgantown es una ciudad ubicada en el condado de Butler en el estado estadounidense de Kentucky. En el Censo de 2010 tenía una población de 2394 habitantes y una densidad poblacional de 379,29 personas por km².

## Geografía
Morgantown se encuentra ubicada en las coordenadas 37°13′25″N 86°41′38″O / 37.22361, -86.69389. Según la Oficina del Censo de los Estados Unidos, Morgantown tiene una superficie total de 6.31 km², de la cual 6.28 km² corresponden a tierra firme y (0.49%) 0.03 km² es agua.

## Demografía
Según el censo de 2010, había 2394 personas residiendo en Morgantown. La densidad de población era de 379,29 hab./km². De los 2394 habitantes, Morgantown estaba compuesto por el 91.6% blancos, el 0.63% eran afroamericanos, el 0.58% eran amerindios, el 0.29% eran asiáticos, el 0% eran isleños del Pacífico, el 5.85% eran de otras razas y el 1.04% pertenecían a dos o más razas. Del total de la población el 9.52% eran hispanos o latinos de cualquier raza.